# Красный Бор (Гвардейский городской округ)
Красный Бор — посёлок в Гвардейском городском округе Калининградской области. До 2014 года входил в состав Озерковского сельского поселения.

## История
Штаркенберг впервые упоминается в документах в 1397 году. В середине XV века в Штаркенберге была построена кирха.
25 января 1945 года Штаркенберг был взят войсками 3-го Белорусского фронта.
30 сентября 1947 года Штаркенберг был переименован в посёлок Красный Бор.

## Население
| 2002 | 2010 |
| ---- | ---- |
| 14   | ↘11  |

В 1993 году в Красном Бору проживало 13 человек.